# Alexei Trupp

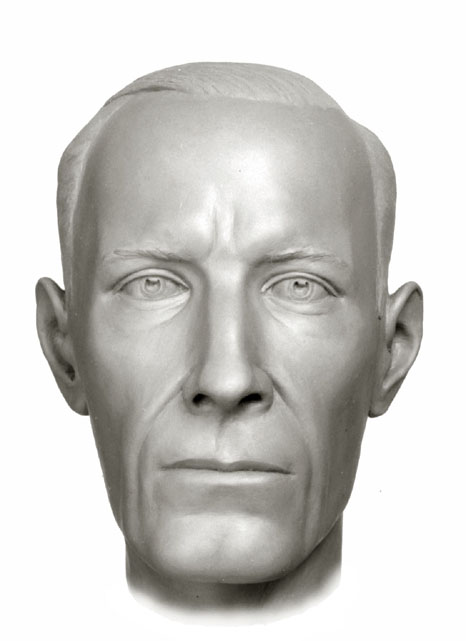
Reconstrucción forense del cráneo por S. A. Nikitin.

Alexei Yegorovich Trupp (en letón, Alois Lauris (Laurs) Trups; Kalnagals, distrito de Rezhitsky, provincia de Vitebsk, 8 de agosto de 1856-17 de julio de 1918, Ekaterimburgo) fue un lacayo y ayuda de cámara (valet) del último emperador ruso Nicolás II, de origen letón y religión católica. Fue ejecutado por los bolcheviques, junto con la familia imperial y otros de sus sirvientes, en la Casa Ipatiev, en Ekaterimburgo. Fue canonizado por la Iglesia Ortodoxa Rusa fuera de Rusia a pesar de ser católico.

## Biografía

### Primeros años
Alois Laurs Trups nació, según el archivo bautismal, el 8 de agosto de 1856 (en otras fuentes también se indicó el 8 de abril y el 8 de noviembre) en el pueblo de Kalnagals, en el distrito de Rezhitsky de la provincia rusa de Vitebsk (actualmente, región de Madona, Letonia) en una familia católica de campesinos ricos. Fue bautizado en la iglesia de Barkava por el sacerdote Eric Mazhinovsky.
Sus padres intentaron dar a todos sus hijos una educación; los niños asistieron a la escuela parroquial en Barkava, en la que Alois se graduó en 1866.

### En San Petersburgo
El 1 de enero de 1878, ingresó en el ejército en el Regimiento Semyonovsky de Salvavidas como soldado raso. Por su buen servicio, fue ascendido a suboficial y trasladado a la reserva el 23 de marzo de 1883 por un período hasta el 31 de diciembre de 1892.
Se cree que la emperatriz María Fiodorovna notó al bien parecido Alois, alto, rubio y de ojos azules (estos eran reclutados en el regimiento Semyonovsky), y ordenó que lo aceptaran al servicio de palacio como lacayo, siendo asignado al personal el 8 de abril de 1883.
Alois Trups se convirtió en una persona de confianza cercana a la familia imperial. En una foto en Tsarskoe Selo en 1902, sostiene el caballo de la gran duquesa Tatiana Nikolaevna por las bridas. Como estaba clasificado entre el "material rodante", acompañaba a la familia real en los viajes. En el verano de 1910, formaba parte del séquito del emperador de 300 personas que llegaron a Riga en el yate Standart para la inauguración del monumento a Pedro I en el bulevar Alexansandrovsky, en honor al 300 aniversario de la dinastía Romanov.
Como lacayo recibía 360 rublos al año, pero al servicio doméstico de palacio se les proporcionaban además uniformes, comida y alojamiento. Toda su vida, Alois recordó su tierra natal, Latgalia, y, si era posible, ayudó a sus conocidos que acudieron a él en busca de ayuda. Sus familiares recordaron que envió una trilladora y otros equipos agrícolas a sus hermanos, y los ayudó a reconstruir sus casas después de un gran incendio en 1900. Se abstuvo de participar en actividades sociales y políticas, porque valoraba su servicio y era una persona responsable.
Colaboró con los educadores de Latgalia, los hermanos Skrind: Benedict (sacerdote) y Anton (médico). Durante sus vacaciones en casa, incluso participó en el evento organizado por ellos el 16 de agosto de 1909 en Bukmuiža: en la actuación teatral preparada, Alois interpretó el papel de un oficial. La última vez que vino a su pueblo natal fue en 1912. Sus hermanos Jazep y Peteris heredaron 50 hectáreas de tierra de su padre, pero vivían en la pobreza. Alois soñaba con comprarles tierras, pero lo truncó el estallido de la Primera Guerra Mundial.
Después de que su carrera casi se vio interrumpida por la aventura con la esposa de uno de sus colegas, Alois permaneció soltero. Sin embargo, le gustaban mucho los niños.

### Últimos años con la familia imperial
Después de la abdicación de Nicolás II, este ya no pudo pagar a sus sirvientes. El lacayo A. Trupp, el ayuda de cámara T. I. Chemodurov, el cocinero I. M. Jaritonov, la doncella A. Demidova y el doctor E. Botkin se quedaron a trabajar gratis y siguieron voluntariamente a su emperador al exilio, a diferencia de la mayoría de los demás. Por ejemplo, ninguno de los sacerdotes de la corte, que eran 136, se unió al séquito leal.
Cuando se decidió enviar a la familia de Tobolsk a Ekaterimburgo, Nicolás II, Alejandra Fiodorovna y Maria Nikolaevna partieron, dejando el resto de los hijos y a parte del séquito en Tobolsk, debido a que el zarevich había enfermado. Trupp se quedó acompañando al zarevich Alexei y sus hermanas Olga, Tatiana y Anastasia, quienes un mes más tarde fueron llevados en el barco Rus de Tobolsk a Tiumén, y de allí en tren a Ekaterimburgo. A su llegada, el 24 de mayo de 1918, en la Casa Ipatiev, Trupp reemplazó a Chemodurov, quien enfermó y fue enviado al hospital de la prisión. Además de como ayuda de cámara del zar, Trupp ayudaba a toda la familia con las tareas del hogar, incluso dándoles dinero, a pesar de que los sirvientes eran registrados periódicamente. Desde Ekaterimburgo, envió varias cartas a sus familiares.
Cuando se tomó la decisión de ejecutar a la familia imperial, se discutió la cuestión de la destrucción de los sirvientes y se decidió solo salvar al joven ayudante del cocinero L. Sednev, recordó el participante de la ejecución M. A. Medvédev (Kudrin), y con respecto al resto, se decidió que desde el principio se les pidió que dejaran a los Romanov, “algunos se fueron, y los que quedaron declararon que querían compartir el destino del monarca. Que compartan…”.
En la noche del 16 al 17 de julio de 1918, Trupp fue tiroteado junto con la familia de Nicolás II y los otros sirvientes (el médico Eugene Botkin, la doncella Anna Demidova y el cocinero Ivan Jaritonov). Los cuerpos fueron luego trasladados al campo, desnudados, mutilados, quemados y enterrados. Los restos de Trupp fueron identificados por el examen forense de 1991-1998.
El 17 de julio de 1998, sus restos y los de las otras víctimas fueron enterrados en la catedral de San Pedro y San Pablo en San Petersburgo. Respetando la fe de cada difunto, sobre el ataúd y lápida de Trupp, a diferencia de los otros que portan la cruz ortodoxa, se colocó una cruz católica.

## Canonización y rehabilitación
En 1981, Aloisius Trupp, junto con todas las víctimas de la matanza de Ekaterimburgo, fue canonizado por la Iglesia Ortodoxa fuera de Rusia (junto con la familia de Nicolás II, los sirvientes que estaban con ellos fueron canonizados al mismo tiempo, incluso no solo el católico Alois Trupp, sino también la tutora luterana Catharina Schneider, profesora de lengua rusa de la emperatriz Alejandra Fiodorovna, quien fue asesinada por los bolcheviques el 4 de septiembre de 1918 en Perm). El motivo de esta decisión fueron los precedentes de canonización de víctimas de persecución de cristianos que no habían sido bautizados (por ejemplo, paganos que se unieron a los cristianos durante la ejecución, como los Cuarenta mártires de Sebaste). Justificando la canonización de no ortodoxos, el obispo escribió, “que estas personas, siendo devotas del zar, fueron bautizadas con la sangre de sus mártires, y son dignos, por lo tanto, de ser canonizados junto con la Familia”.
En cuanto a la Iglesia Ortodoxa Rusa, al canonizar a la familia real en 2000, no mencionó a los sirvientes, incluido Alexei Trupp, en su decisión.
El 16 de octubre de 2009 , la Fiscalía General de la Federación Rusa decidió rehabilitar a 52 allegados de la familia real que fueron reprimidos, entre ellos Alexei Trupp.

## Premios
Por su servicio impecable, Trupp recibió muchos premios: una medalla de bronce en memoria de la sagrada coronación del emperador Alejandro III y la emperatriz María Fiodorovna para llevar en el ojal de la cinta de Alejandro (16 de febrero de 1884); el monograma del emperador en reposo Alejandro II en Bose; insignia por estar en el séquito honorífico de su majestad; insignia por excelente tiro; la medalla de plata del rey de Dinamarca, concedida a él y permitida por el emperador ruso el 30 de marzo de 1892. También se le otorgó el título de ciudadano de honor, lo que lo elevó por encima de la clase común, pero por debajo de la nobleza. El título fue otorgado por solicitud personal y en relación con algún mérito.

## Película
En la película " Los Romanov. una familia imperial ” ( 2000 ) el papel de Alexei Trupp es interpretado por el actor Victor Teider.